# Нелешовице
Нелешовице (чеш. Nelešovice) је насељено мјесто са административним статусом сеоске општине (чеш. obec) у округу Преров, у Оломоуцком крају, Чешка Република.

## Становништво
Према подацима о броју становника из 2014. године насеље је имало 199 становника.